# Museum Jan Heestershuis
Museum Jan Heestershuis is een museum aan de Pompstraat 17 in de plaats Schijndel in de Nederlandse provincie Noord-Brabant. Het huis, waarvan het interieur nog intact is, is een rijksmonument uit 1871.
Het is het voormalige huis van de Schijndelse kunstenaar Jan Heesters (1893-1982). Het werd na zijn dood aan de Schijndelse gemeenschap geschonken en geeft een beeld van leven en werk van de kunstschilder, tekenaar en etser.
Er worden wisselende tentoonstellingen gehouden die betrekking hebben op Jan Heesters en zijn tijdgenoten. In de tuin worden beeldententoonstellingen gehouden.

## Collectie
De collectie bestaat uit kunstwerken van Jan Heesters en de inventaris van zijn voormalig woonhuis bestaande uit antieke meubels en gebruiksvoorwerpen.
Tevens zijn er kunstwerken aanwezig van Heesters' tijdgenoten. Het museum heeft ook grafisch werk van hedendaagse kunstenaars verzameld.
Sinds 2009 maken circa 150 kunstwerken van de Schijndelse kunstenaar Theodorus van Oorschot deel uit van de collectie van het museum. Landschappen, stillevens en portretten van Van Oorschot zijn in langdurig bruikleen gegeven.
De totale collectie van het museum bestaat uit circa 5000 objecten.